# Uden
Uden é um município dos Países Baixos, situado na província de Brabante do Norte. Tem 67,53 km² de área e sua população em 2020 foi estimada em 42.163 habitantes.